# Беляй
Беля́й (рос. Беляй) — селище у складі Первомайського району Томської області, Росія. Входить до складу Первомайського сільського поселення.

## Населення
Населення — 1151 особа (2010; 1244 у 2002).
Національний склад (станом на 2002 рік):
- росіяни — 96 %